# アーレイ・バーク級ミサイル駆逐艦に関連する作品の一覧

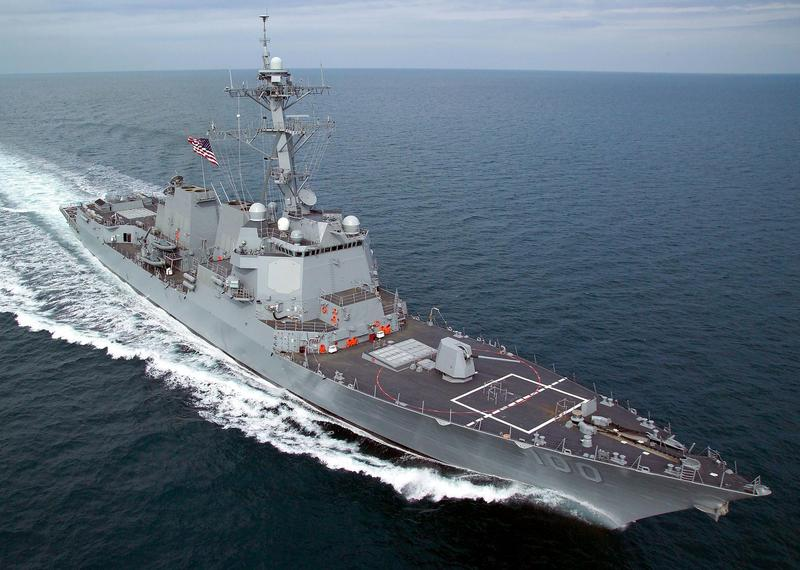
DDG-100「キッド」

アーレイ・バーク級ミサイル駆逐艦に関連する作品の一覧（アーレイ・バークきゅうミサイルくちくかんにかんれんするさくひんのいちらん）は、アメリカ海軍が運用するアーレイ・バーク級ミサイル駆逐艦（イージス艦）に関連する作品の一覧である。

## 映画・テレビドラマ
『24 -TWENTY FOUR-』
シーズン6に架空艦「ヴィッカリー」が登場。「ファルコン」空母戦闘群に所属しており、戦術核弾頭搭載巡航ミサイルによる中東某国への攻撃命令を受ける。
『アーマードサウルス』
シーズン2第4話に、国連軍（地球連合軍）ユーラシア支部の艦艇として艦名不明艦が登場。数隻がエターナルコアを輸送する航空母艦（架空の形式）を護衛しており、カイザーネットワークのサイボーグ翼竜による襲撃を受ける。
『アイアン・スカイ』
ディレクターズ・カット版に艦名不明艦が数隻登場。ハドソン川河口に展開し、ニューヨークを襲った月面ナチスの円盤機群を迎撃する。
『映画 イチケイのカラス』
海上自衛隊の護衛艦として登場。極秘訓練に伴い瀬戸内海を航行中に、航路を外れた貨物船「西央丸」との衝突事故を起こす。
『カリフォルニア・ダウン』
艦名不明の同型艦が登場。巨大津波に流されたらしき1隻が、サンフランシスコ市内のビル群に引っかかった状態で登場する。また終盤にてサンフランシスコへの救援のため来航した船団の中にも、艦名不明の同型艦の姿が確認できる。
『キャプテン・フィリップス』
「ベインブリッジ」が登場。「マースク・アラバマ号」がソマリア海賊の襲撃を受けたとの通報を受けて現場海域に急行し、海賊に拉致されたフィリップス船長の救出作戦において、指揮を執るなどの中心的な役割を担う。
撮影には、アメリカ海軍の協力で実物が使用されているが、使われたのは実際に事件を担当した「ベインブリッジ」ではなく、代役の「トラクスタン」である。
『沈黙の艦隊』
原作には登場しないものの、実写映画版に第7艦隊及び第3艦隊所属艦が多数登場。名称がわかっている艦艇は「バリー」「ミリアス」「ベンフォールド」「ビギンズ」「ハワード」「マッキャンベル」「シャウプ」「デューイ」「ジョン・フィン」「ラルフ・ジョンソン」「ラファエル・ペラルタ」である。

『ゴジラシリーズ』
『GODZILLA ゴジラ』
多数の同型艦が登場。架空のニミッツ級航空母艦「サラトガ」の護衛や太平洋上を移動するゴジラの監視などを行っている。
『シン・ゴジラ』
架空艦「ヒューイ」が登場。ゴジラに対する「ヤシオリ作戦」に投入され、房総半島沖からRGM-109C トマホークを発射し、東京駅周辺の高層ビルの誘導爆破を行う。
『ゴジラ キング・オブ・モンスターズ』
『ホッパー』等、多数の同型艦が登場。ニミッツ級航空母艦などと共にバミューダ近海のモナーク第54前進基地「キャッスル・ブラボー」付近に集結する他、水没したワシントンD.Cやボストンでの戦闘に参加する。ワシントンD.C.での戦闘では戦闘に参加したうちの数隻が大破もしくは撃沈された。ワシントンD.C戦に参加した同級艦のうちの1隻「U.S.S. Brody」の艦名は、前作『GODZILLA ゴジラ』の主人公であるフォード・ブロディ大尉に由来する。
『ゴジラvsコング』
多数の同型艦が登場。ニミッツ級航空母艦などと共にコングを南極へ移送する輸送船を護衛するが、タスマン海でゴジラの襲撃を受け、この際に、船体と主砲がアイオワ級戦艦のような形状になった架空の戦艦型も登場し、少なくとも一隻が撃沈されている。

『ザ・ラストシップ』
主人公のトム・チャンドラー中佐をはじめとする主要人物たちの乗艦として、架空艦「DDG-151 ネイサン・ジェームズ」が登場。撮影には、同型艦の「ハルゼー」などが使用されている。
シーズン3では、同じく架空艦である「DDG-157 ヘイワード」と「DDG-162 シャクルトン」が登場している。
『スーサイド・スクワッド』
ニミッツ級航空母艦の横を航行している1隻が、エンチャントレスの作り出した最終兵器の攻撃により空母共々破壊される。
『宣戦布告』
自衛隊の協力を得られなかったため、原作のこんごう型護衛艦「みょうこう」の代役として登場。日本の領海に接近する北東人民共和国海軍フリゲート艦隊の警戒に当たる。
『トップガン マーヴェリック』
「マハン」がモニター上の表示としてのみ登場。ならず者国家の極秘ウラン濃縮プラント攻撃に赴くニミッツ級航空母艦「セオドア・ルーズベルト」に随伴している。
『トランスフォーマーシリーズ』
『トランスフォーマー』
ラストシーンにフライトIIAが登場。死亡したメガトロンの残骸を海中に投棄する。
『トランスフォーマー/リベンジ』
「キッド」が登場。5インチ砲の代わりにレールガンを搭載しており、カフラー王のピラミッド上にいるデバステーターを、洋上からレールガンで攻撃する。

『バトルシップ』
主人公の乗艦として「ジョン・ポール・ジョーンズ」が、主人公の兄の乗艦として「サンプソン」が登場。両艦とも、宇宙からハワイ沖に落下してきたエイリアンの侵略兵器と、ECMによってレーダーやGPSが使えない状況下で激しい戦闘を繰り広げる。
撮影には実物が使用されているが、シーンによって「ジョン・ポール・ジョーンズ」に存在しないヘリコプター格納庫、「サンプソン」に装備されていない前部のファランクスCIWSが確認でき、しかも発砲シーンがあるなど、別のアーレイ・バーク級を代役にしている箇所がある。
『ワールド・ウォーZ』
国連軍参加艦として艦名不明艦が数隻登場。バミューダ北部に集結した大西洋艦隊に含まれている他、ノバスコシアのセーフゾーンにも1隻が停泊している。

## アニメ・漫画
『GAMERA -Rebirth-』
第2話・第3話・第6話に艦名不明艦が登場。第2話ではアメリカ海軍の艦が駿河湾に4隻展開し、上空のガメラをSM-2で攻撃する。第3話では米海軍の艦が横須賀米海軍基地に停泊している他、4隻がイザベラ島沖でジグラの襲撃を受けた客船の救援に赴くが、全艦が撃沈される。第6話では海上自衛隊の護衛艦とされる4隻が、瀕死の状態のガメラを防衛すべく与那国島沖に展開するが、エスギャオスの超音波メスによって全艦が撃沈される。
『Pa-Pa-Pa ザ★ムービー パーマン タコDEポン!アシHAポン!』
パーマンたちを援護する軍の艦艇として登場。Dr.オクトが操るタコ型の飛行要塞を南の島の近海で攻撃し、撃墜している。
『蒼き鋼のアルペジオ -アルス・ノヴァ-』
国連軍・日本統制軍所属艦として登場。第1話では、回想シーンにて複数の国連軍最終決戦艦隊所属艦が「霧の艦隊」に挑む姿や、横須賀に配備されていた4隻が霧の潜水艦「イ401」と交戦する姿が映されているほか、佐賀県宇宙センターを攻撃する霧の軽巡洋艦「ナガラ」を架空艦「あまつかぜ」と「たちかぜ」が迎撃する。第3話では、横須賀の地下ドックに数隻が格納されている。
『劇場版 蒼き鋼のアルペジオ -アルス・ノヴァ- DC』
アメリカ海軍の艦が登場。サンディエゴに入港する「イ401」を数隻が出迎える他、「キッド」「グリッドレイ」「ウェイン・E・マイヤー」「スプルーアンス」「トーマス・ハドナー」の5隻が、振動弾頭のテストに際して無人誘導の囮艦として霧の駆逐艦「メルヴィン」と対峙・攻撃する。

『学園黙示録 HIGHSCHOOL OF THE DEAD』
第4巻（アニメ版第12話）に第7艦隊所属の「カーティス・ウィルバー」が登場。タイコンデロガ級ミサイル巡洋艦「シャイロー」とこんごう型護衛艦「こんごう」「きりしま」とともに、中国が発射した4発の東風-21号をSM-3弾道弾迎撃ミサイルで迎撃しようとするが、艦内で「奴ら」が発生し、クルーの大半が感染していたためにSM-3を発射できずに終わる。
『機動戦士ガンダム0083 REBELLION』
地球連邦軍所属艦として1隻登場。ガンダム試作2号機を積んだユーコン級潜水艦に対して、爆雷攻撃を行う。
『ギルティクラウン』
アメリカ海軍・国連軍所属艦として登場。第18話では、20隻の第7艦隊所属艦が「日本消滅計画」を実行するため日本に向かう。第21話では、数隻の国連軍所属艦が24区を包囲する。この内、第21話に登場した同型艦は、実物にはないミサイルランチャーを後甲板に搭載している。
『空母いぶき GREAT GAME』
「ハルゼー」が登場。ソナーを拾得した「ディオサ」を確保すべくタイコンデロガ級ミサイル巡洋艦「ポート・ロイヤル」と共に北極海へ向かう。
『サブマリン707R』
第1話と第2話に国連PKN艦隊参加艦として登場。第1話では、数隻が架空の空母「アポロノーム」の周辺に展開しており、第2話では、「オペレーション・レッドスクリーム」に参加してUSR艦隊と交戦する。
『新海底軍艦』
国連軍特別平和維持部隊参加艦として数隻登場。第1話では、南極海での地空人の兵器群との戦闘に、第2話では、小笠原諸島の菅原海洋開発基地での海底軍艦「羅号」接収作戦に参加している。
『新世紀エヴァンゲリオン』
テレビアニメ版第8話に国連軍太平洋艦隊所属艦として数隻登場。第6使徒「ガギエル」との旧伊東沖遭遇戦に参加しており、その中で「ラメージ」が「八艘飛び」を行うEVA弐号機の足場にされてしまう。
『ヱヴァンゲリヲン新劇場版:Q』
ヴィレ所属艦として艦番号「124」とする同型艦などが複数登場。うち1隻は、ヴィレの戦艦「AAA ヴンダー」に取り付いたEVA Mark.09を砲撃する。
『シン・エヴァンゲリオン劇場版𝄇』
ヴィレの無人空中艦隊所属艦として艦名不明艦が登場。「ヤマト作戦」に際してN-1ロケットを艦尾に接続した宙対宙艦船流用式誘導弾に改造されており、他艦とともに「AAA ヴンダー」から南極のNERV本部へと発射され、外壁を破壊する。

『トランスフォーマー ギャラクシーフォース』
アニメ版第28話に「コール」が登場。スタースクリームたちが潜伏していた島の海域に偶然通りかかり、退屈しのぎに散歩に出ていたクロミアにおちょくられる。なお、その中にいた乗員の1人は、歌いながらおちょくるクロミアの姿を見て「海の魔女ローレライ」と叫んでいる。また、最後にクロミアが体当たりを行った位置は、現実に起こった米艦コール襲撃事件でダメージを受けた個所とほぼ同じ位置である（なお、劇中の様子では被害は無かった）。
『南海奇皇』
第47話と第48話に登場。ネオランガが逃げ込んだバロウ島周囲に展開したアメリカ艦隊に数隻が含まれており、第48話では、ネオランガと交戦するバンガ「アカサ」の攻撃に巻き込まれてしまう。
『ノブナガン』
アニメ版第7話に「ハルゼー」などの第3空母打撃群所属艦が数隻登場。ニミッツ級航空母艦「ジョン・C・ステニス」とともに、パナマ運河を目指して侵攻する進化侵略体「ムサシ・ワンダー」を迎撃する。
『ビビッドレッド・オペレーション』
UDF（連合防衛軍）所属艦として「ジョン・S・マケイン」「ステザム」「ラッセル」「マクキャンベル」「マスティン」などが登場。第1話・第2話・第12話などで、巨大敵性体「アローン」を迎撃する。
『マクロスシリーズ』
『マクロス ゼロ』
統合軍所属艦として架空艦「アルヘシラス」などが複数登場。マヤン島近海で架空のニミッツ級空母「イラストリア」や架空の原子力空母「アスカII」を護衛しており、第3話では、「アスカII」を護衛していた「アルヘシラス」が、反統合同盟軍のSV-51の攻撃を受ける。
『超時空要塞マクロス THE FIRST』
統合軍所属艦として複数登場。SDF-1進宙式前に起こった反統合連合の襲撃戦において、早瀬の立案で襲撃のため中止になったクリスマスイベント用に用意した花火をVLSから打ち上げ、洋上での襲撃機の炙り出しに用いる。

## 小説
『ARIEL』
第20巻に太平洋艦隊所属艦が登場。消息を絶った巨大ロボット「ARIEL」の捜索をグアム島近海で行っている。
『あそびにいくヨ!』
第7巻・第8巻に第5艦隊所属の「ハルゼー」と架空艦「オークランド」が登場。中東で活動中に第7艦隊へと編入され、宇宙人「キャーティア」によって沖縄本島沖に建造された軌道エレベーターを監視する。
『征途』
統一戦争の際、「赤い日本」こと日本民主主義人民共和国（北日本）の先制奇襲攻撃を受け、本級複数隻が撃沈破されたと触れられている。

## ゲーム
『CRYSIS』
空母機動部隊の護衛艦として多数登場。シングルプレイでは最終的に空母を含む全艦艇が撃沈されてしまう。ハルナンバー100-112の艦が登場している（マルチプレイ、エディター上において確認）。
『Modern Warships』
プレイヤーが使用出来る艦艇としてアーレイ・バークとグレーヴリーが登場。
『エースコンバット7』
オーシア国防海軍の駆逐艦として複数隻が登場する。
『コール オブ デューティシリーズ』
『CoD:MW3』
アメリカ海軍所属艦が、マンハッタン島沖に展開し、ロシア海軍と交戦する。
『CoD:BO2』
アメリカ海軍所属艦が登場。架空の空母「バラク・オバマ」とともに艦隊を組んでいるが、敵の空挺兵やドローンの襲撃を受けて何隻かが撃沈されている。
『CoD:G』
アメリカ海軍と連邦軍の所属艦として登場。連邦軍のものはコピーした改良型という設定で、武装や上部構造物を増設しており、塗装もアメリカ海軍所属艦より暗いものへ変えている。架空のジェラルド・R・フォード級空母「リベレーター」を防衛するミッションでは敵味方共に多数登場し、その他のミッションでも連邦軍所属艦が度々登場している。なお、主人公らが連邦軍の改良型を海中から撃沈するというミッションでは、なぜか外見がインディペンデンス級沿海域戦闘艦になっている。
『CoD:AW』
第3艦隊所属艦として、アーレイ・バーク級によく似た艦艇が登場する（ただし煙突や艦橋の形状が大きく異なっている）。

『鋼鉄の咆哮シリーズ』
第1作目からアメリカの敵駆逐艦として「アーレイ・バーク級」が登場。最大速力31ノット。艦船を設計できるゲームであるが、生産国をアメリカにしても後半に追加されるパーツはフレッチャー級、スプルーアンス級、ズムウォルト級の順に並ぶため使用不可能。
『戦闘国家シリーズ』
アメリカの基本装備として登場。
『大戦略シリーズ』
アメリカの基本装備として「アーレイ・バーク」「アーレイ・バーク フライト IIA」が登場。ユニット分類は駆逐艦。前者はヘリコプターの搭載不可とESSMの未装備に対し、後者はヘリコプターが搭載可能で、ESSMを装備している代わりにハープーンを装備していない差異がある。
『バトルフィールドシリーズ』
『BFBC2』
マルチプレイの一部マップのデモムービーに登場。
『BF3』
キャンペーンのムービー中に登場。オリバー・ハザード・ペリー級ミサイルフリゲートとともに洋上を航行する。
『BF4』
キャンペーン、マルチプレイともに登場。
キャンペーンでは、第7艦隊所属艦として多数登場。主人公の所属する架空のワスプ級強襲揚陸艦「ヴァルキリー」を護衛するが、中国軍の攻撃で多数が撃沈される。
マルチプレイではマップ「Paracel Storm」に配置されており、同マップのレボリューション要素でもある。スタート直後は沖合の風車に引っかかっているが、特定の現象の後、風車を破壊すると波に乗って動きだし、付近の小島に座礁する。座礁した後は前部CIWSが機能するようになる。
『BF2042』
「エクソダス」号としてロード画面やショートフィルムなどに登場。BF4にも登場したアイリッシュが指揮を執り、難民を保護している。

『メダル・オブ・オナー ウォーファイター』
マースク・アラバマ号乗っ取り事件をモデルとしたミッションで「ベインブリッジ」が登場。